# Українка (Запорізький район)
Украї́нка — село в Україні, у Матвіївській сільській громаді Запорізького району Запорізької області. Населення станом на 1 січня 2007 року складало 353 осіб.

## Географія
Село Українка розташоване за 0,5 км від села Матвіївка, за 1,5 км від села Новософіївка, за 4,5 км від міста Вільнянськ та за 15 км від обласного центра. Поруч проходять автошлях національного значення Н15 (Запоріжжя — Донецьк) та залізнична лінія Синельникове I — Запоріжжя I, на якій розташована станція Янцеве.
Площа села складає 40 га, кількість дворів — 133.

## Історія
Село засноване 1924 року.
У 1932—1933 роках селяни зазнали сталінський геноцид українського народу.
2 жовтня 1943 року, під час німецько-радянської війни, біля станції Янцеве загинув Герой Радянського Союзу, артилерист Яків Бочаров.
З 24 серпня 1991 року село у складі Незалежної України.
12 червня 2020 року відповідно до розпорядження Кабінету Міністрів України № 713-р «Про визначення адміністративних центрів та затвердження територій територіальних громад Запорізької області» Дружелюбівська сільська рада об'єднана з Матвіївською сільською громадою.
17 липня 2020 року, в результаті адміністративно-територіальної реформи та ліквідації Вільнянського району, село увійшло до складу Запорізького району.

## Населення

### Мова
Розподіл населення за рідною мовою за даними перепису 2001 року:
| Мова       | Кількість | Відсоток |
| ---------- | --------- | -------- |
| українська | 291       | 86.61%   |
| російська  | 45        | 13.39%   |
| Усього     | 336       | 100%     |